# HBTQ-rättigheter i Ukraina

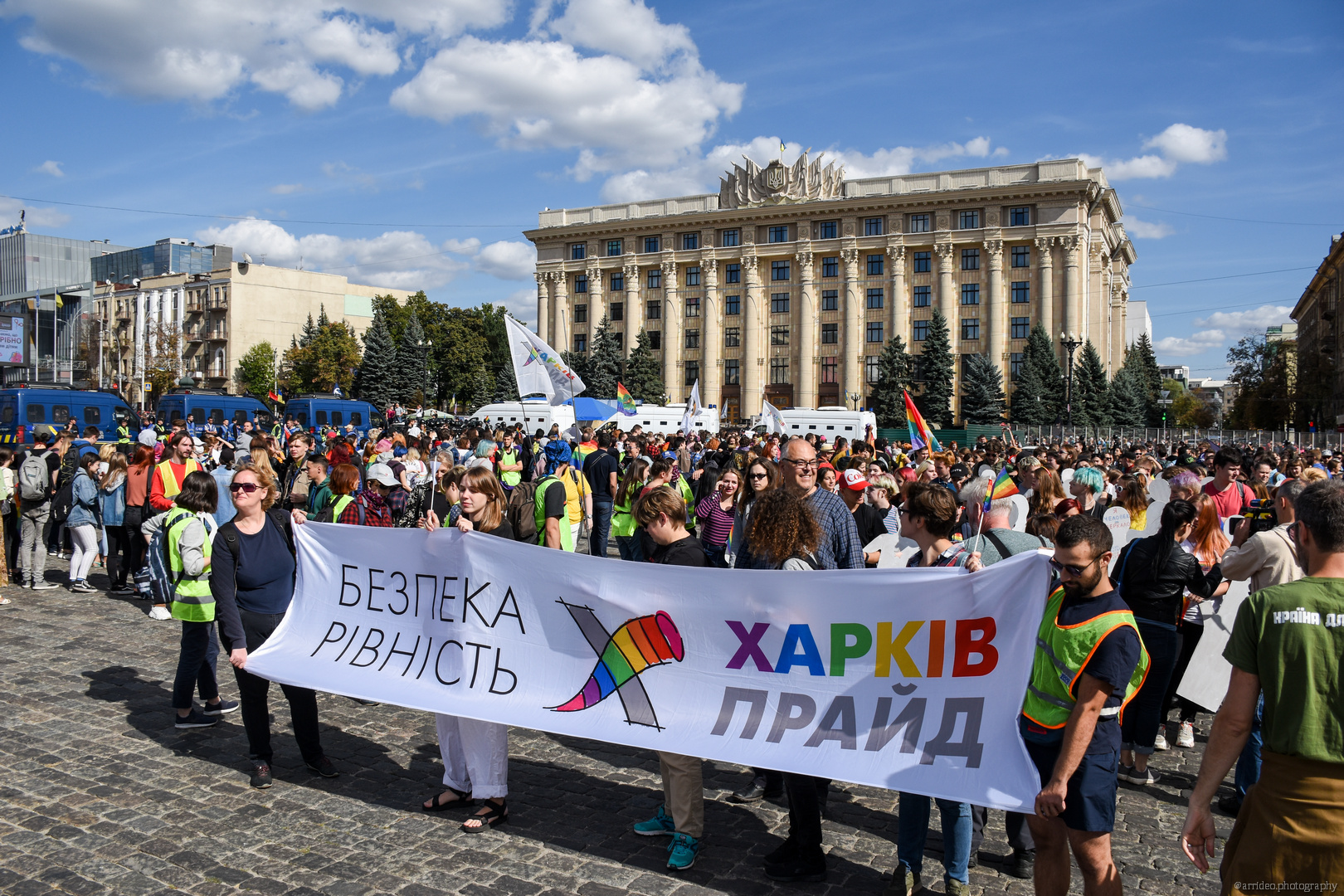
Pride-marschen i Charkiv år 2019

Personer som definierar sig som HBTQ i Ukraina drabbas av olika politiska och samhälleliga problem i sin vardag. 

## Historia
Viktor Pylypenko är såvitt känt som den första öppet homosexuella person som tjänstgör i landets försvarsmakt. Han var en del av en antiterroristisk enhet i Donbassregionen.
Efter upproret i östra Ukraina har allt fler HBTQ-personer rapporterat att deras liv har blivit hårdare under den ryska ockupationen och flytt till landets västra delar.
Separatistledare i Donetsk och Luhansk har beskyllt Kiev för att stödja HBTQ-minoriteter och västliga värderingar. Separatistledningen i Donetsk har sagt att de vill förinta "homosexualitets-kultur".
Ukrainas första pride-marsch hölls i Kiev år 2003. Ungefär 7000 människor deltog i pride-marschen i Kiev år 2021. Polisen har behövt skydda marscher från högerextremister som har försökt störa och hindra marscher.
År 2015 blev Petro Porosjenko den första president i Ukraina som gav sitt stöd till HBTQ-minoriteterna då han sa att den planerade pride-marschen i Kiev borde hållas, och att varje ukrainare har en "konstitutionell rättighet" att delta i den.
Ukrainska ortodoxa kyrkans metropolit Jepifanij I sade år 2018 att det är viktigt att försöka förändra ukrainares inställning till HBTQ-minoriteten i mer positiv riktning. Personligen tog han inte ställning till frågan.

## Idag
Trots att den allmänna opinionen blivit mer accepterande har stora problem kvarstått: de religiösa samfunden är ljudliga motståndare, kryphål finns i lagen och attacker mot HBTQ-personer tas inte alltid på allvar av polisen.
Sedan Rysslands invasion av Ukraina år 2022 har det blivit farligt att röra sig på gatorna på grund av Rysslands bombningar av civila mål. Därför flyttades Kievs prideparad till Polens huvudstad Warszawa, där marschen även inkluderade en allmän solidaritetsyttring för Ukraina.
Enligt en opinionsmätning som publicerades år 2023, var 56 % av ukrainarna för att legalisera partnerskaps-registrering för samkönade par, medan 24 % var emot detta. Samtidigt var 44 % av medborgarna för att legalisera samkönade äktenskap medan 36 % var emot detta.

### Samkönade äktenskap
Ukrainas grundlags 51:a artikel definierar äktenskapet som ett frivilligt partnerskap mellan en man och en kvinna, vilket inte möjliggör legalisering av samkönade äktenskap i landet. Staten erkänner heller inte någon form av förhållande mellan två samkönade personer. År 2018 uppskattades det att cirka 5000 människor i Ukraina hade formaliserat sitt samkönade förhållande på något sätt. Den största delen av dessa var par där den ena parten var utlänning.

### Könskorrigering
Könskorrigeringar är lagliga i Ukraina, och processen har förenklats sedan 2016. Då avlägsnades kravet på psykologuttalande och en månads inskrivning hos psykiatrin för att kunna börja korrigeringsprocessen. Den som korrigerar sitt kön behöver inte steriliseras.
Sedan 2021 har alla Ukrainas medborgare som är minst 16 år kunnat byta namn, antingen helt eller delvis (inklusive fadersnamnet).

## Översiktstabell
| Händelse                               | Status (år)                  | Källa  |
| -------------------------------------- | ---------------------------- | ------ |
| Homosexuella akter                     | Ja                           | [ 15 ] |
| Möjlighet att tjänstgöra i militären   | Ja                           | [ 15 ] |
| Samkönat äktenskap                     | Nej (förbjuds av grundlagen) | [ 11 ] |
| Öppet homosexuella män kan donera blod | Ja                           | [ 14 ] |